# Conflans-sur-Lanterne
Conflans-sur-Lanterne là một xã thuộc tỉnh Haute-Saône trong vùng Bourgogne-Franche-Comté phía đông nước Pháp.